# Aurore Py
Aurore Py née le 7 juillet 1980 à Sarrebourg en Moselle est une écrivaine française. Elle vit et travaille à Lausanne en Suisse,.

## Biographie
Aurore Py fait ses études à Strasbourg où elle obtient une maîtrise en études théologiques, puis un diplôme d'aptitude à l'enseignement du français langue étrangère. En 2007, elle s'installe à Lausanne. Elle y crée « Les mercredis frouzes », lieu de rencontre de la communauté française expatriée.
Elle a été enseignante en français avant de se consacrer à sa famille et à l'écriture.
Son deuxième roman Lavage à froid uniquement se passe à Lausanne et décrit la vie d'une jeune mère de famille dont le mari passe sa vie au travail et dont la vie change à la suite d'une découverte macabre.  
Son troisième  roman sorti en 2017, L'art de vieillir sans déranger les jeunes, se passe en Alsace, dans un Établissement d'hébergement pour personnes âgées dépendantes. La narratrice Adèle est une gériatre qui décide d'entrer dès la fin de sa carrière dans une maison de retraite, pour y passer le temps qu'il lui reste. Entre les découvertes qu'elle fait sur son passé et le coaching pour vieux pénibles qu'elle met en place, le quotidien ne sera pas de tout repos. 